# Jan Piotr Dekowski
Jan Piotr Dekowski (ur. 22 lutego 1907 w Tomaszowie Mazowieckim, zm. 20 listopada 1988 w Łodzi) – polski etnograf, muzealnik i badacz terenowy. Kierownik i pracownik Muzeum Archeologicznego i Etnograficznego w Łodzi.

## Życiorys
Urodził się w rodzinie robotniczo-chłopskiej, ojcem był Konstanty Dekowski, matka Agnieszka z Kurzyców. W latach 1926–1931 uczył się w Państwowym Seminarium Nauczycielskim Męskim im. Tadeusza Rejtana w Tomaszowie Mazowieckim, w którym nauczycielem był Tadeusz Seweryn kierujący Szkolnym Kołem Krajoznawczym. Dekowski podczas wycieczek zbierał dokumentację etnograficzną. Działał w harcerstwie, będąc drużynowym oraz komendantem hufca. Po maturze pracował jako nauczyciel w szkołach powszechnych w Pludwinach (1931-1933), Zarzęcinie oraz Tomaszowie Mazowieckim (1933-1942 oraz 1945-50).
W 1949 r. podjął studia etnograficzne na Uniwersytecie Łódzkim, a w 1953 r. obronił pracę magisterską pt. „Strój piotrkowski” przygotowaną pod kierunkiem Kazimiery Zawistowicz-Adamskiej. Praca ta została opublikowana w 1954 r. w ramach serii Atlas Polskich Strojów Ludowych (t. 11). W 1968 r. obronił pracę doktorską pt. „Pożywienie chłopów łowickich”, której promotorką była także K. Zawistowicz-Adamska.
W 1950 r. ożenił się z Bronisławą Golik, która była nauczycielką. Nie mieli dzieci. Zmarł 20 listopada 1988 w Łodzi i tam został pochowany.

## Działalność zawodowa i społeczna
Pełnił społeczną funkcję kierownika Muzeum Regionalnego w Tomaszowie Mazowieckim, które należało do Polskiego Towarzystwa Krajoznawczego. Po zakończeniu wojny wrócił do pracy muzealnika i nauczyciela, a w 1946 r. zaprezentował pierwszą wystawę. W 1950 r. po upaństwowieniu tomaszowskiego muzeum został jego kierownikiem, a w 1956 r. służbowo został przeniesiony do Muzeum Archeologicznego i Etnograficznego w Łodzi, w którym pracował aż do przejścia na emeryturę w 1972 r.   

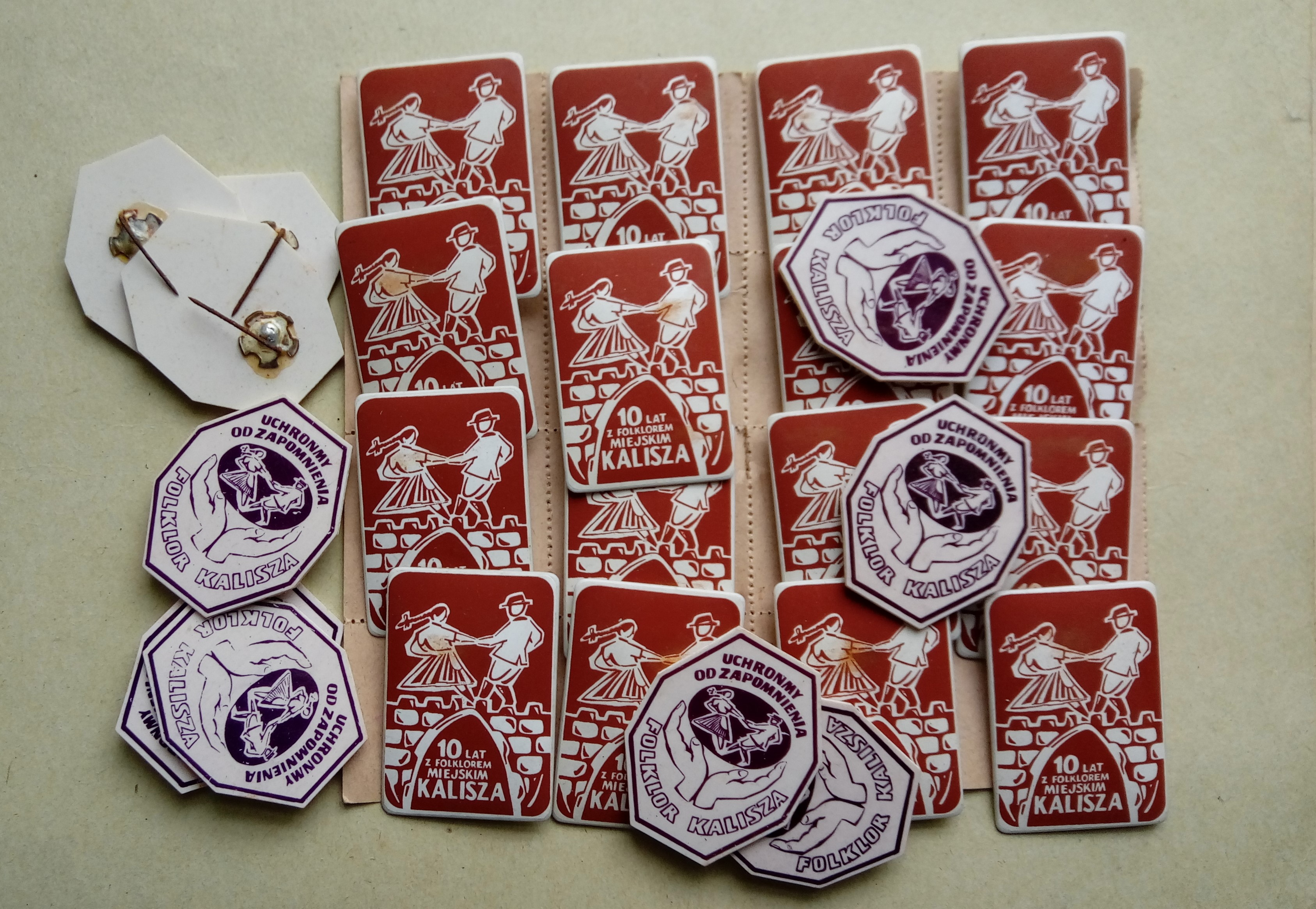
Plakietki promujące folklor Kalisza, ze zbiorów Muzeum Okręgowe Ziemi Kaliskiej w Kaliszu

Od 1946 r. był członkiem Polskiego Towarzystwa Ludoznawczego, przez wiele kadencji zasiadał w Zarządzie Oddziału PTL w Łodzi, a także w Zarządzie Głównym PTL (członek w latach 1967-1970) oraz Głównej Komisji Rewizyjnej (członek w latach 1970-73). Po zakończeniu pracy zawodowej zaangażował się z ramienia PTL w prace Kół Miłośników Folkloru Robotniczego w Łodzi, Kaliszu i Opocznie, które zostały zintensyfikowane po 1974. W 1984 roku został członkiem honorowym Polskiego Towarzystwa Ludoznawczego.
Za swoją działalność otrzymał w 1978 roku Nagrodę im. Oskara Kolberga.

## Działalność naukowa
Badania terenowe prowadził na obszarze Polski środkowej, obejmującej tereny województwa łódzkiego (tzw. Wieluńskie, Piotrkowskie, Sieradzkie i Łęczyckie), ale także na terenie Wielkopolski (Kaliskie), Mazowsza (Łowickie), Kielecczyzny i Małopolski. Tematyka dotyczyła zagadnień tradycyjnych strojów ludowych, tradycyjnego pożywienia, rolnictwa i hodowli, sztuki ludowej, obrzędowości rodzinnej oraz folkloru robotniczego. Podstawą gromadzenia materiału były przede wszystkim badania terenowe, podczas których sporządzał liczne notatki, szkice i rysunki oraz wykonywał bardzo szczegółową dokumentację fotograficzną. Jego dorobek w zakresie publikacji liczy ponad 200 - książek, rozdziałów i artykułów naukowych oraz popularnonaukowych.

## Spuścizna

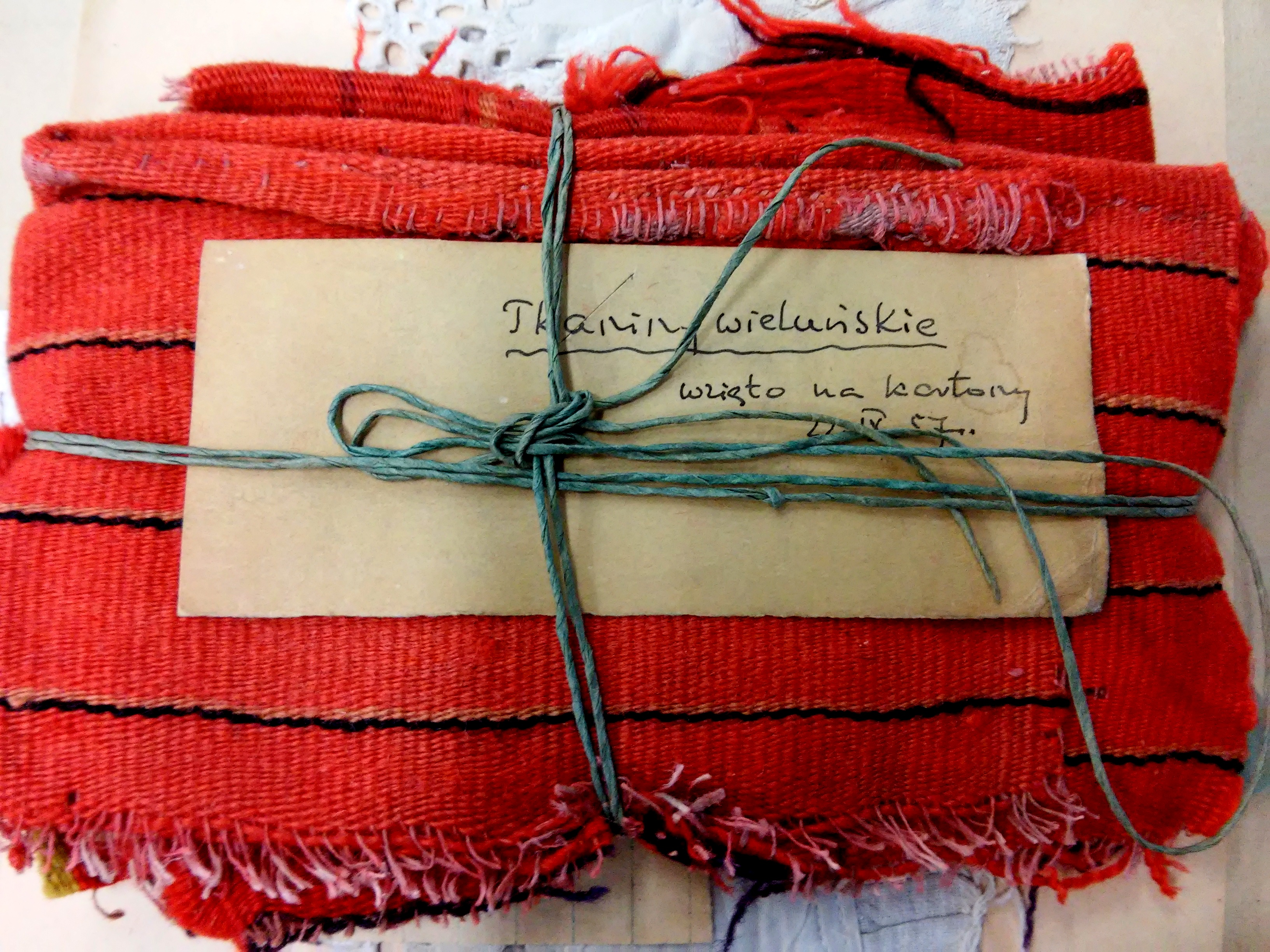
Tkanina wieluńska z badań terenowych Jana Piotra Dekowskiego w 1957 roku

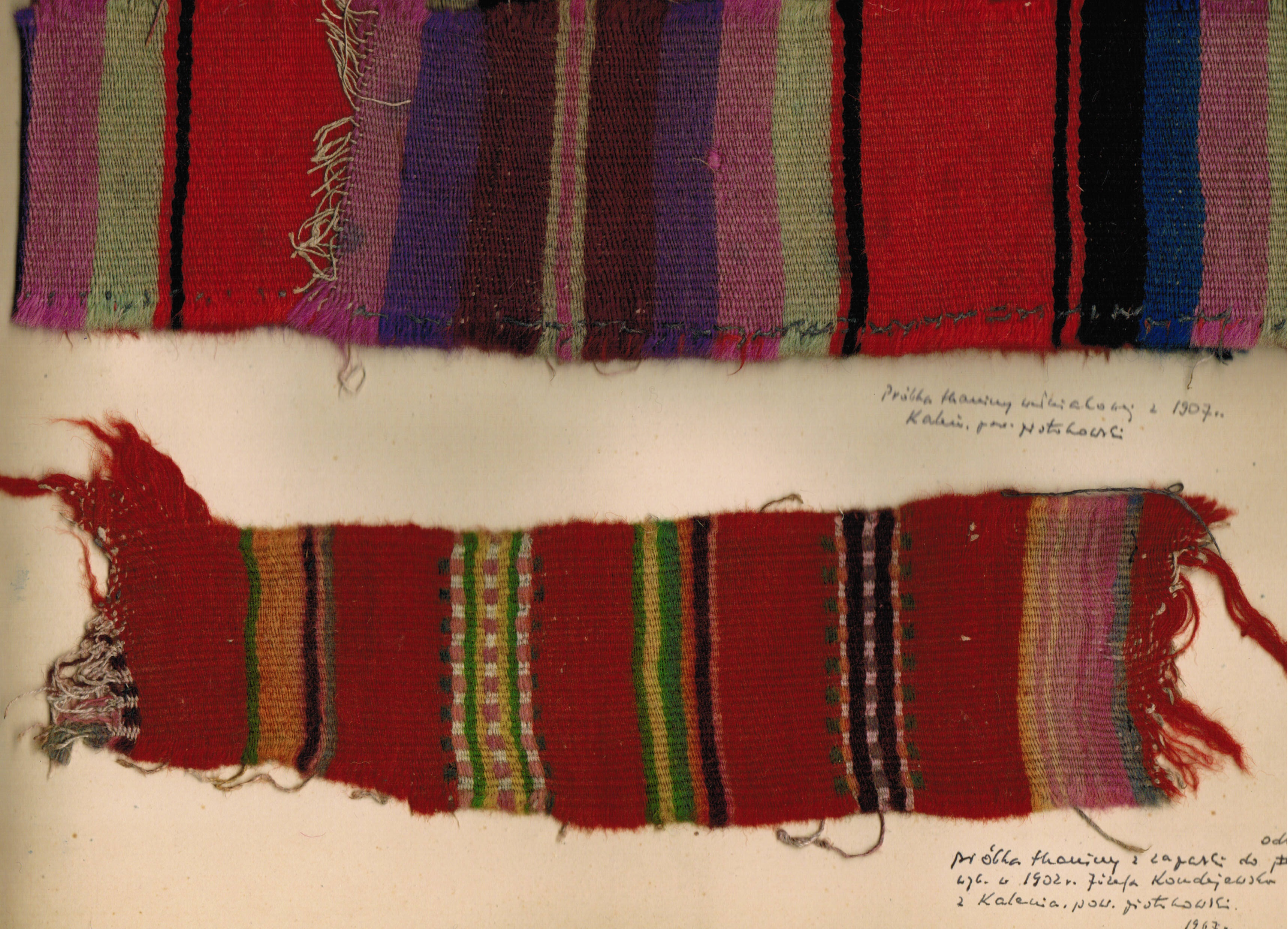
Fragmenty tkanin wieluńskich z badań terenowych Jana Piotra Dekowskiego w 1957 roku

Część bogatego archiwum terenowego znajduje się w zbiorach Polskiego Towarzystwa Ludoznawczego we Wrocławiu. W 2016 przygotowany został wykaz archiwaliów znajdujących się w zbiorach Towarzystwa. Opracowanie było możliwe dzięki realizacji projektu „Opracowanie i udostępnienie unikatowej spuścizny po dr Janie Piotrze Dekowskim – wybitnym polskim etnografie i badaczu folkloru”. Opracowana została specjalna wyszukiwarka archiwaliów. Kontynuacją tych działań jest realizacja projektu „Materiały etnograficzne z archiwum Polskiego Towarzystwa Ludoznawczego”, w ramach którego udostępnione zostały w internecie wybrane materiały z badań terenowych obejmujące zagadnienia: regionalne stroje ludowe (w tym wzorniki, próbki tkanin, fragmenty koronek, haftów z różnych obszarów woj. łódzkiego), folklor i obrzędowość tradycyjna, rzemiosło i budownictwo ludowe oraz te dotyczące działalności Kół Miłośników Folkloru (m.in. Łódź, Kalisz, Opoczno). Część materiałów dotyczących Koła Miłośników Folkloru znajduje się w Muzeum Okręgowym Ziemi Kaliskiej.

## Publikacje
Wybrane publikacje:
- Strój piotrowski (1954)
- Strój sieradzki (1959)
- Łęczycki strój ludowy (1985)
- Z badań nad pożywieniem ludu łowickiego 1880–1939 (1968)

## Materiały dostępne we wersji cyfrowej
W Bibliotece Cyfrowej Uniwersytetu Wrocławskiego udostępnione są materiały pochodzące z licznych badań terenowych prowadzonych przez Dekowskiego. Kolekcja liczy 38 tematycznych zespołów:
- Wiedza i zajęcia ludu związane z lasem
- Opowieści ludowe – materiały warsztatowe, wypisy
- Materiały dot. pracy doktorskiej
- Kądzielnice w powiecie łowickim
- Opowieści sieradzkie
- Muzykanci. Materiały warsztatowe
- Odpowiedzi na ankiety i kwestionariusze
- Pieśni i tańce obrzędowe
- Pieśni i wiersze
- Ilustracje dot. pożywienia. Sprzęty domowe
- Folklor ziemi łęczyckiej
- Pożywienie w zróżnicowaniu regionalnym
- Pożywienie chłopów - materiały do druku
- Encyklopedia pożywienia. Wstęp. Pożywienie chłopskie. Materiały do charakterystyki pożywienia łowickiego. Hasła do encyklopedii (poprawione). Indeksy do pożywienia.
- Encyklopedia pożywienia. Hasła: A-M
- Obrzędowość rodzinna w środkowej Polsce
- Encyklopedia pożywienia. Hasła: N-Z
- Scenariusze audycji, wystaw i filmów oświatowych
- Kwestionariusze i ankiety do badań terenowych
- Tańce obrzędowe sieradzkie
- Wesele – odpowiedzi na kwestionariusze
- Obrzędy zapustne, ostatki
- Wesele – materiały warsztatowe
- Stroje ludowe – fotografie elementów strojów
- Stroje ludowe – próbki tkanin